# João Tralhão
João Carlos Valado Tralhão (* 3. September 1980 in Lissabon) ist ein portugiesischer Fußballtrainer. Zuletzt war er als Assistent bei Borussia Dortmund tätig.

## Sportlicher Werdegang
Tralhão war ab Beginn der 2000er Jahre für Benfica Lissabon in der Jugendarbeit tätig. Als U-19-Trainer betreute er dabei auch regelmäßig die im Rahmen der UEFA Youth League auf internationaler Ebene antretende Nachwuchsmannschaft. In den Wettbewerben 2013/14 und 2016/17 erreichte er mit den Mannschaften jeweils das Endspiel, musste sich aber dem Nachwuchs des FC Barcelona respektive FC Red Bull Salzburg geschlagen geben. Ab Sommer 2018 war er für die Reservemannschaft des Klubs zuständig, ehe er im Oktober des Jahres als Trainerassistent von Thierry Henry zur AS Monaco stieß. Nach nur zwei Siegen in zwölf Ligaspielen und dem vorzeitigen Ausscheiden in der Coupe de France gegen den Zweitligisten FC Metz wurde das Trainerteam am 24. Januar 2019 auf dem vorletzten Tabellenplatz liegend freigestellt.
Im Oktober 2020 übernahm Tralhão den Cheftrainerposten beim in der zweitklassigen Liga Pro antretenden UD Vilafranquense, der sich nach sieben Spielen mit nur einem Sieg auf einem Abstiegsplatz befindlich von Quim Machado getrennt hatte. Jedoch blieb auch unter ihm der Erfolg aus, in 15 Ligaspielen holte er nur zwei Siege und wurde daher im März des folgenden Jahres durch Carlos Pinto ersetzt.
Im Sommer 2023 wurde Tralhão Trainerassistent von Nuri Şahin beim türkischen Klub Antalyaspor. Bis zum Rücktritt Şahins im Januar 2024, als dieser als Trainerassistent von Edin Terzic zu Borussia Dortmund wechselte, war er für den Klub in der Süper Lig tätig. Nachdem Şahin im Sommer zum BVB-Cheftrainer befördert worden war, holte dieser ihn gemeinsam mit dem ebenfalls bei Antalyaspor unterstützenden Ertuğrul Arslan sowie Şahins Ex-BVB-Mitspieler Łukasz Piszczek in den Trainerstab des Bundesligisten. Am 22. Januar 2025 wurde er gemeinsam mit dem restlichen Trainerstab nach nur einem Sieg in den vorangegangenen neun Pflichtspielen beim BVB freigestellt.